# قانون فحص اللحوم
قانون فحص اللّحوم 1906 (الفصل3913, 34من القانون الأساسي. 674) وعُدِّل فعليّاً من خلال قانون اللحوم الصالحة لعام1967(ص.س.90-201),يطالب وزارة الزّراعة الأمريكيّة أن تفحص جميع الأبقار، الأغنام, الماعز والخيول عندما تذبح وتصنَّع إلى منتجات للاستهلاك البشري(21 قانون الولايات المتحدة 601 وما يليها).أو، باختصار، هذا القانون قام بالتأكيد على أنّ اللّحوم تمّ فحصها بدقّة قبل أن تصل إلى مستهلكيها. الأهداف الرئيسيّة للقانون هي لمنع الماشية المغشوشة أوالّتي حدث خطأ في وضع علامتها التّجاريّة من أن تباع كمواد غذائيّة، ولضمان أن يتمّ ذبح اللّحوم ومنتجات اللّحوم(وكذلك الدّواجن) ومعالجتها في ظلّ ظروف صحّية.هذه الشّروط تنطبق أيضاً على اللّحوم المستوردة ومنتجات الدّواجن، والّتي يجب أن تفحص وفقاً للمعايير الخارجية المكافِئة.إدارة الغذاء والدّواء (FDA) هي المسؤولة عن جميع اللّحوم غير المدرجة في قانون فحص اللّحوم الفدرالي، بما في ذلك لحم الغزال والجاموس، مع أنّ وزارة الزّراعة الأمريكيّة تعرض العمل التطوّعي، في برنامج الفحص للحم الجاموس. القانون الأصلي عام 1906 كلّف وزير الزراعة أن يفحص ويصادر أيّ منتج لحم وُجِدَ غير صالح للاستهلاك البشري. على عكس القوانين السّابقة المطالبة بفحص اللّحوم الّتي فُرِضت للتأكيد على الدّول الأوربيّة أن تحظّر تجارة لحم الخنزير، هذا القانونِ حُفّزَ بقوّة لحماية النّظام الغذائي الأمريكي. جميع الملصقات على أيّ نوع من الطّعام يجب أن تكون دقيقة(حتى لو لم تذكر كلّ المكّونات على الملصق).رغم حظر جميع المواد الغذائيّة الضّارة، لا زالت هناك بعض التحذيرات مذكورة على العبوة. كان جزء من القانون رداً على مقالة الغابة التي نشرهاأبتون سينكلير ,التي كانت فضيحة لصناعة تعليب اللحوم في شيكاغو ,كذلك بالنّسبة لمنشورات كتاب العصر التقدمي الأخرى.
مزاعم الكُتّاب أُكِّدت في تقرير نيل رينولدس، بتكليف من قِبَل الرئيس ثيودور روزفلت في 1906. الرئيس كَان مرتاباً من موقف سينكلير الاشتراكي والاستنتاجات الواردة في مقالة الغابة، ولذا أرسل المفوّض بالمهمة تشارلز ب.نيل، وموظف الخدمات الاجتماعيّة جيمس برونسن رينولدز، وهم رجال يثق بأمانتهم وجدارتهم، إلى شيكاغو للقيام بزيارات مفاجئة لشركات تعليب اللّحوم.على الّرغم من خيانة السرّ إلى معلّبي اللّحوم، الّذين عمِلوا ثلاث مناوبات في اليوم لمدّة ثلاثة أسابيع لتنظيف المصانع قبل التّفتيش، بقيَ نيل ورينولدز ثائرين بسبب الظروف في المصانع وبسبب عدم الاهتمام من قبل مديري المصانع. بعد تقريرهم، أصبح الرئيس روزفلت من مؤيدي تنظيم مصانع تعليب اللّحوم.
قانون فحص اللّحوم الفدرالي، صدر في حزيران1906 ,طالب وزارة الزراعة الأمريكية (USDA) بتفتيش مصانع تجهيز اللّحوم الّتي تدير الأعمال عبر حدود الولاية.34 من القانون الأساسي.674 (معدّل من قبل Pub.L.No.59-242,34 من القانون الأساسي 1260(1967))(دوّنت في قانون الولايات المتحدة 21 § § 601 وما يليها).قانون الغذاء والدواء الأصلي ,سُنَّ في اليوم نفسه في 1906 ,أيضاً أعطت الحكومة سلطة واسعة لفحص الغذاء المتبادل في التجارة بين الولايات. Pub. L. No. 59-384 الفقرة 34 من القانون الأساسي.768(1906) ,(ألغي في 1938 من قبل قانون الولايات المتحدة 21 § 392(a)).
المبادئ الأربعة الأوّلية لقانون فحص اللّحوم لعام 1906 كانت :
1. إلزامية فحص الماشية قبل الذّبح (الأبقار، الخراف، الماعز، الخيول، الخنازير، الدجاج);
2. إلزامية فحص كلّ ذبيحة بعد الوفاة;
3. المعايير الصّحيّة المحدّدة للمسالخ ومصانع تجهيز اللحوم;
4. كلّفَت وزارة الزّراعة الأمريكيّة المراقبة المستمرة وفحص الذّبح وعمليّات التّجهيز.

بعد 1906، العديد من القوانين الإضافيّة لمواصلة توحيد صناعة اللّحوم وأساليب وزارة الزّراعة الأمريكيّة للتّفتيش تمّ تجاوزها.
‌